# Александров, Игорь Александрович (математик)
И́горь Алекса́ндрович Александров (11 мая 1932, Новосибирск — 18 августа 2017, Томск) — советский и российский математик, профессор кафедры математического анализа Томского государственного университета, ректор Тюменского университета; член-корреспондент Российской академии образования (РАО).

## Биография
Игорь Александров родился 11 мая 1932 года в Новосибирск в семье экономиста Александра Ивановича Александрова (1895—1937) и преподавателя русского языка и литературы Рахили Алексеевны Александровой (в девичестве Боголюбовой, 1909—1993); брат Игоря Николай (род. 1933) являлся доцентом на кафедре общей и экспериментальной физики Томского государственного университета. В 1949 году, окончив с серебряной медалью новосибирскую среднюю школу № 10, Игорь Александров стал студентом механико-математического факультета Томского университета, который он в 1954 с отличием окончил по специальности «механика». Получал стипендию имени Исаака Ньютона, а затем — Сталинскую стипендию; избирался комсоргом учебной группы и секретарем факультетского бюро ВЛКСМ, состоял членом Кировского районного комитета ВЛКСМ с 1953 по 1954 год, а также — был делегатом XV съезда ВЛКСМ.
В период с 6 августа 1954 по 16 февраля 1955 года Игорь Александров работал инженером на опытно-конструкторском заводе № 175 в Алма-Ате, а 7 марта он стал старшим лаборантом на кафедре алгебры университета. 1 октября он поступил в аспирантуру кафедры математического анализа, где его научным руководителем был профессор П. П. Куфарев. 14 апреля 1958 года он защитил кандидатскую диссертацию «Об области значений функционалов на классе функций, регулярных и однолистных в круге». С 1 сентября Александров стал ассистентом, а с 11 июня следующего года — доцентом кафедры математического анализа; 8 июля 1962 он стал старшим научным сотрудником (докторантом). 14 ноября 1963 года он защитил в Томске докторскую диссертацию, озаглавленную «Области значений функционалов и геометрические свойства функций». 8 апреля 1964 года он занял пост профессора кафедры теории функций, а 1 сентября — стал заведующим кафедрой математического анализа. В 1965 году он стал деканом механико-математического факультета: оставался в должности до 1968 года. Кроме того, в период с 1 октября 1956 по 10 июля 1957 года он являлся преподавателем (по совместительству) на кафедре математики ТЭМИИТа и старшим научным сотрудником СФТИ (1960—1962). В 1968—1969 года заведовал отделом НИИПММ.
С 3 сентября 1969 года Игорь Александров являлся старшим научным сотрудником отдела теории функций в Донецком вычислительном центре и профессором (по совместительству) на кафедре математического анализа Донецкого университета. В период с 13 февраля 1973 по 16 ноября 1981 год он занимал пост ректора Тюменского университета (ТюмГУ), где одновременно заведовал кафедрой теории функций и вариационных методов. Вернулся в Томск: с 1 июня 1982 по 31 августа 2013 года являлся заведующим кафедрой математического анализа университета, после чего (до 18 августа 2017) состоял профессор. Кроме того, в период с 1984 по 2008 год, он был деканом факультета повышения квалификации (ФПК). Член-корреспондент и заместитель председателя правления томского отделения Российской академии образования (РАО, 1993); член КПСС с 1956 по 1991 год, входил в Томский горком партии (1967—1969) и являлся депутатом Тюменского областного совета.

## Работы
В своих работах Игорь Александров развивал вариационные методы, применяя их к экстремальным задачам теории аналитических функций; также он занимался развитием методов теории оптимального управления. Кроме того он уделял внимание и редакционной работе — был редактором сборника «Экстремальные задачи теории функций» и состоял в редакционной коллегии «Сибирского математического журнала» (1979—1988). Ему принадлежит авторство 14 монографий и учебных пособий, а также — около 250 статей:
- Вариационные формулы для однолистных функций в двусвязных областях // Сибирский математический журнал. 1963. Т. 4. № 5;
- Некоторые оценки для голоморфных функций многих комплексных переменных // Там же. 1964. Т. 5. № 1;
- Параметрические продолжения в теории однолистных функций. М., 1976;
- Конформные отображения односвязных и многосвязных областей. Томск, 1976;
- Совместно с Г.Г Завозиным, С. А. Копаневым. Оптимальные управления в задачах о коэффициентах однолистных функций // Дифференциальные уравнения. 1976. Т. 12. №. 4;
- Совместно с В. А. Андреевым. Экстремальные задачи для систем функций без общих значений // Там же. 1978. Т. 19. № 5;
- Совместно с В. В. Соболевым. Аналитические функции комплексного переменного: Учебное пособие для вузов. М., 1984;
- Доказательство Луи де Бранжа гипотезы И. М. Милина и гипотезы Бибербаха // Там же. I987. Т. 28. № 2;
- Оценки коэффициентов ограниченных однолистных функций с симметрией вращения // Доклады АН СССР. 1989. Т. 306. № З;
- Вариационный метод для конформных отображений // Математическая энциклопедия. М., 1998;
- О начале высшего математического образования в Сибири // Физики о физике и физиках: Сборник статей / Под ред. И. Н. Анохиной. Томск, 1998;
- Конформные отображения полуплоскости на области с симметрией переноса // Известия вузов. Математика. 1999. № 6;
- Совместно с А. И. Александровым. Экстремальные управляющие функции в уравнении Левнера в теореме вращения // Доклады РАН. 2000. Т. 371. № 1;
- Теория функций комплексного переменного. Томск, 2002;
- Совместно с Юферова Г. А. Формула суммирования для полиномов Чебышева и её применение / Вестник Томского государственного университета. Математика и механика. № 2 (6).
- Совместно с Пчелинцев В. А. Множество значений производной Шварца / Вестник Томского государственного университета. Математика и механика. 2010. № 3(11).
- Комплексный анализ. Ч. 1, Ч. 2. Томск, 2012;
- Операционное исчисление и его применение. Томск, 2013;
- Об оценке кривизны линий уровня при конформных отображениях / Вестник Томского государственного университета. Математика и механика. 2013. № 3(23).
- Совместно с V. Goncharov, V. Rudnicki. Real interpolation method for automatic control problems solution. LAP Lambert Academic Publishing. 2014.

## Семья
Первым браком Игорь Александров был женат на выпускнице механико-математического факультета Надежде Вячеславовне (в девичестве Омельченко, род. 1932); в семье был сын Дмитрий (род. 1958). Вторым браком Игорь Александров был женат на выпускнице химического факультета, доценте кафедры физической и коллоидной химии Светлане Яковлевне (в девичестве Тембер, род. 1946); в семье было двое детей: Александр (род. 1977) и Ольга (род. 1973).

## Архивные источники
- Архив ТГУ. Ф. Р-815. Оп. 55. Д. 98;